# Johann Georg Kastner

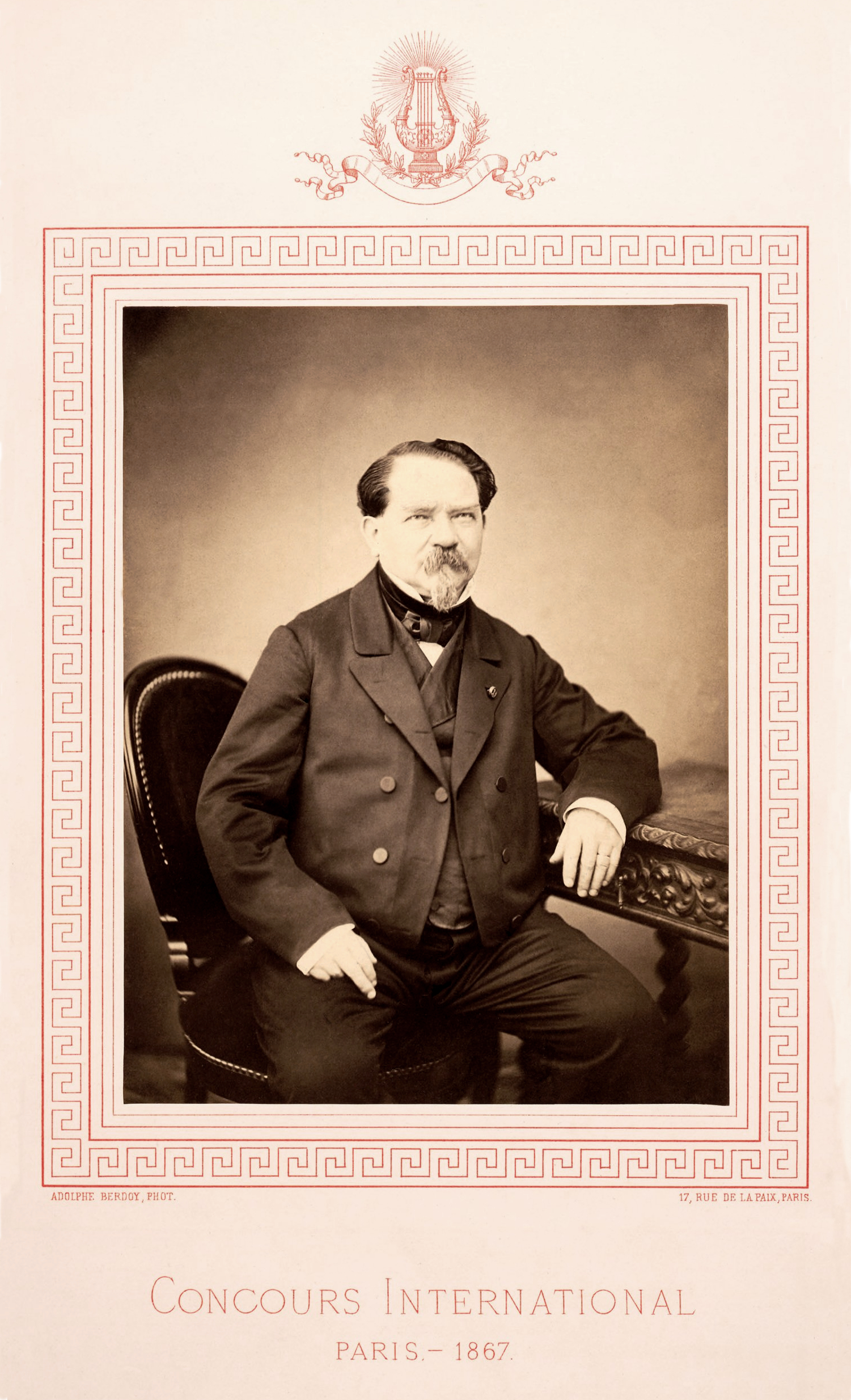
Johann Georg Kastner, 1867

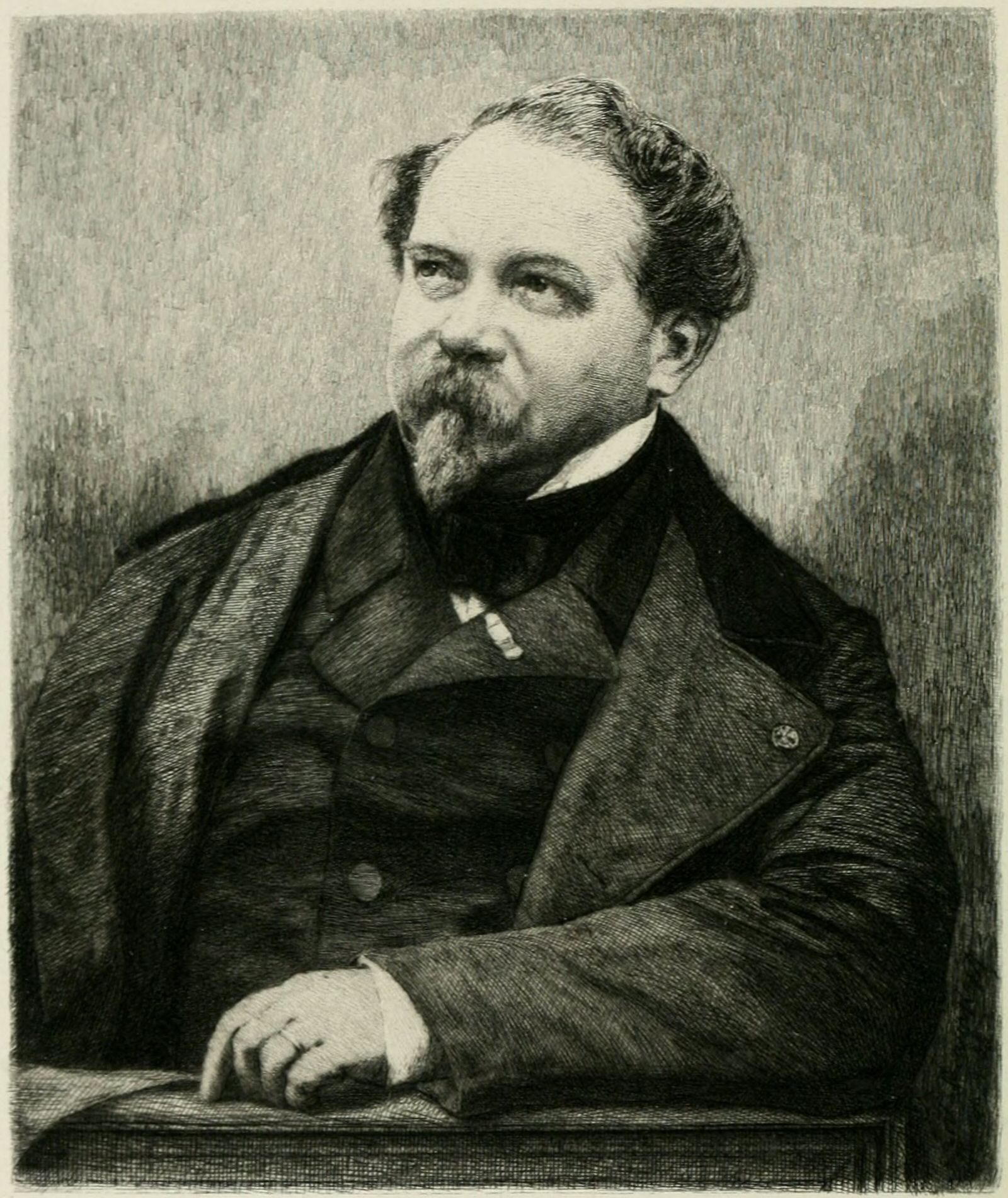
Johann Georg Kastner. Radierung von Wilhelm Krauskopf

Johann Georg Kastner (frz. auch Jean-Georges Kastner, * 9. März 1810 in Straßburg; † 19. Dezember 1867 in Paris) war ein deutsch-französischer Komponist und Musikschriftsteller.

## Leben
Kastners Eltern waren Johann Georg Kastner aus Dettwiller, seit 1803 Bäcker in Straßburg, und dessen Ehefrau Marie Salome geb. Pfeiffer aus Woerth.
Kastner studierte trotz seiner Neigung zur Musik auf Wunsch seines Vaters an der Universität Straßburg zwischen 1827 (1830 Militärkomponist) und 1832 Theologie. Nach der Uraufführung seiner Oper Die Königin der Sarmaten 1835 in Straßburg gewährte ihm der Rat der Stadt ein Stipendium am Pariser Konservatorium. Ab 1835 studierte Kastner dort bei Anton Reicha und Henri Montan Berton. In der Folge war Johann Georg Kastner Komponist in Paris, arbeitete mit an Musikjournalen und verfasste musikalische Lehrwerke.
Am 16. Mai 1837 heiratete er in Paris seine Schülerin Léonie Boursault. Da diese sehr wohlhabend war, konnte er seinen Beruf fortan ohne finanzielle Sorgen ausüben. Ein Sohn aus dieser Ehe war Frédéric Kastner, der Erfinder des Pyrophons.

## Schriften (Auswahl)
- Traité général d'instrumentation, 1837
- Manuel général de musique militaire, 1848
- Les danses des morts [...]., Paris 1852

## Werke (Auswahl)
- Beatrice, Oper, (1839)
- La Maschera, komische Oper, Paris 1841 – Textbuch (Digitalisat)
- Le dernier roi de Juda, Oratorium, 1844
- Les Nonnes de Robert le Diable, Oper, (1845)
- Livres partitions (mit La danse macabre, 1852; Les chants de la vie, 1854; Le chant de l'armée française, 1855; Les cris de Paris, 1857; La rève d'Oswald on les sirènes, 1856).
- Les Voíx de Paris, 1857 (Digitalisat)

Kastner schrieb sinfonische Dichtungen, Vokalwerke, zehn Opern und nahm in seine französisch geformten Werke auch deutsche Elemente wie zum Beispiel den Chorgesang auf.